# Záblatí (Jindřichův Hradec-i járás)
Záblatí település Csehországban, a Jindřichův Hradec-i járásban. Záblatí Smržov, Ponědraž, Dynín, Mazelov és Lomnice nad Lužnicí településekkel határos. Lakosainak száma 95 fő (2024. január 1.).

## Népesség
A település lakosságának változását az alábbi diagram mutatja:
| Lakosok száma | 334  | 330  | 266  | 172  | 105  | 83   | 79   | 79   | 91   | 95   |
|               | 1869 | 1890 | 1921 | 1950 | 1980 | 2001 | 2017 | 2019 | 2022 | 2024 |